# Castor (montagne)
Pour les articles homonymes, voir Castor.
Le Castor (italien : Punta Castore) est le plus haut (4 223 m) des deux « Jumeaux » des Alpes pennines, à la frontière entre le canton du Valais et la région autonome de la Vallée d'Aoste, non loin du Pollux (4 092 m) au nord-nord-ouest.
Le Castor est situé entre le Breithorn et le mont Rose. La première ascension a eu lieu le 23 août 1861. Ces deux sommets sont ainsi nommés en référence aux Dioscures de la mythologie grecque, Castor et Pollux.